# Villajoyosa (Gerichtsbezirk)
Der Gerichtsbezirk Villajoyosa ist einer der 13 Gerichtsbezirke in der spanischen Provinz Alicante.
Der Bezirk umfasst 14 Gemeinden auf einer Fläche von 444,22 km² mit dem Hauptquartier in Villajoyosa.

## Gemeinden
| Gemeinde                   | Einwohner (2024) | Fläche km² | Dichte Einw./km² | Cod INE | Postleitzahl |
| -------------------------- | ---------------- | ---------- | ---------------- | ------- | ------------ |
| Beniardá                   | 235              | 15,74      | 15               | 03027   | 03517        |
| Benifato                   | 144              | 11,88      | 12               | 03033   | 03517        |
| Benimantell                | 548              | 37,91      | 14               | 03037   | 03516        |
| Bolulla                    | 486              | 13,57      | 36               | 03045   | 03518        |
| Callosa d’en Sarrià        | 7.959            | 34,66      | 230              | 03048   | 03510        |
| El Castell de Guadalest    | 282              | 15,97      | 18               | 03075   | 03517        |
| Confrides                  | 296              | 39,98      | 7                | 03057   | 03517        |
| La Nucia                   | 18.783           | 21,36      | 879              | 03094   | 03530        |
| Orxeta                     | 879              | 24,06      | 37               | 03098   | 03579        |
| Polop                      | 5.650            | 22,58      | 250              | 03107   | 03520        |
| Relleu                     | 1.288            | 76,87      | 17               | 03112   | 03578        |
| Sella                      | 604              | 38,72      | 16               | 03124   | 03579        |
| Tàrbena                    | 634              | 31,67      | 20               | 03127   | 03518        |
| Villajoyosa                | 36.891           | 59,25      | 623              | 03139   | 03570        |
| Gerichtsbezirk Villajoyosa | 74.679           | 444,22     | 168              | –       | –            |